# Proodeftiki Parataxis
Proodeftiki Parataxis (griechisch Προοδευτική Παράταξις ‚Fortschrittliche Partei‘) war eine rechtsgerichtete politische Partei in der Republik Zypern unter der Führung von Odysseas Ioannidis.

## Geschichte
Die Partei wurde 1970 als Abspaltung von der Patriotiko Metopo gegründet, mit Unterstützung der rechtsgerichteten Bauerngewerkschaft PEK und der Arbeitergewerkschaft SEK. Kurz nach ihrer Gründung integrierte die Proodeftiki Parataxis die Proodeftikon Komma, die von Nikos Sampson gegründet worden war. Bei den Parlamentswahlen in Zypern 1970 gewann die Front sieben der 35 Sitze im Repräsentantenhaus. Sie fand viel Unterstützung in der landwirtschaftlichen Gemeinschaft der Insel.
Nach dem Putsch von 1974 und der anschließenden türkischen Invasion brach die Partei zusammen, da einige ihrer Mitglieder den Putsch unterstützt hatten, darunter Nikos Sampson, der nach dem Putsch als Präsident eingesetzt wurde. Vor den Parlamentswahlen in Zypern 1976 schlossen sich führende Mitglieder der Front mit Mitgliedern von Eniaion zusammen, um die neue Partei Dimokratikos Synagermos zu gründen. Die Partei wurde 1976 offiziell aufgelöst.

## Ideologie
Die Partei befürwortete eine engere Beziehung zu Griechenland, betonte jedoch, dass dies durch die Selbstbestimmung des Volkes erfolgen solle.